# Főutca Pláza Projekt
A Főutca Plaza Projekt a miskolci Széchenyi István utcának a város kereskedelmében betöltött központi szerepe visszaszerzését célul kitűző önkormányzati projekt volt 2004-től.

## Háttere
Miskolc két legnagyobb bevásárlóközpontja, a Miskolc Plaza és a Szinvapark 2000-es megnyitását követően a két pláza elvonta a forgalmat a város korábbi kereskedelmi központjából, a Főutcaként is ismert Széchenyi utcáról. A kereskedelmi súlypont áttevődött a két bevásárlóközpontba és környékére, a Széchenyi utca keleti végére. Ennek eredményeként a XIX. századi hangulatú sétálóutcán olcsóbb, igénytelenebb üzletek telepedtek meg.

## A projekt

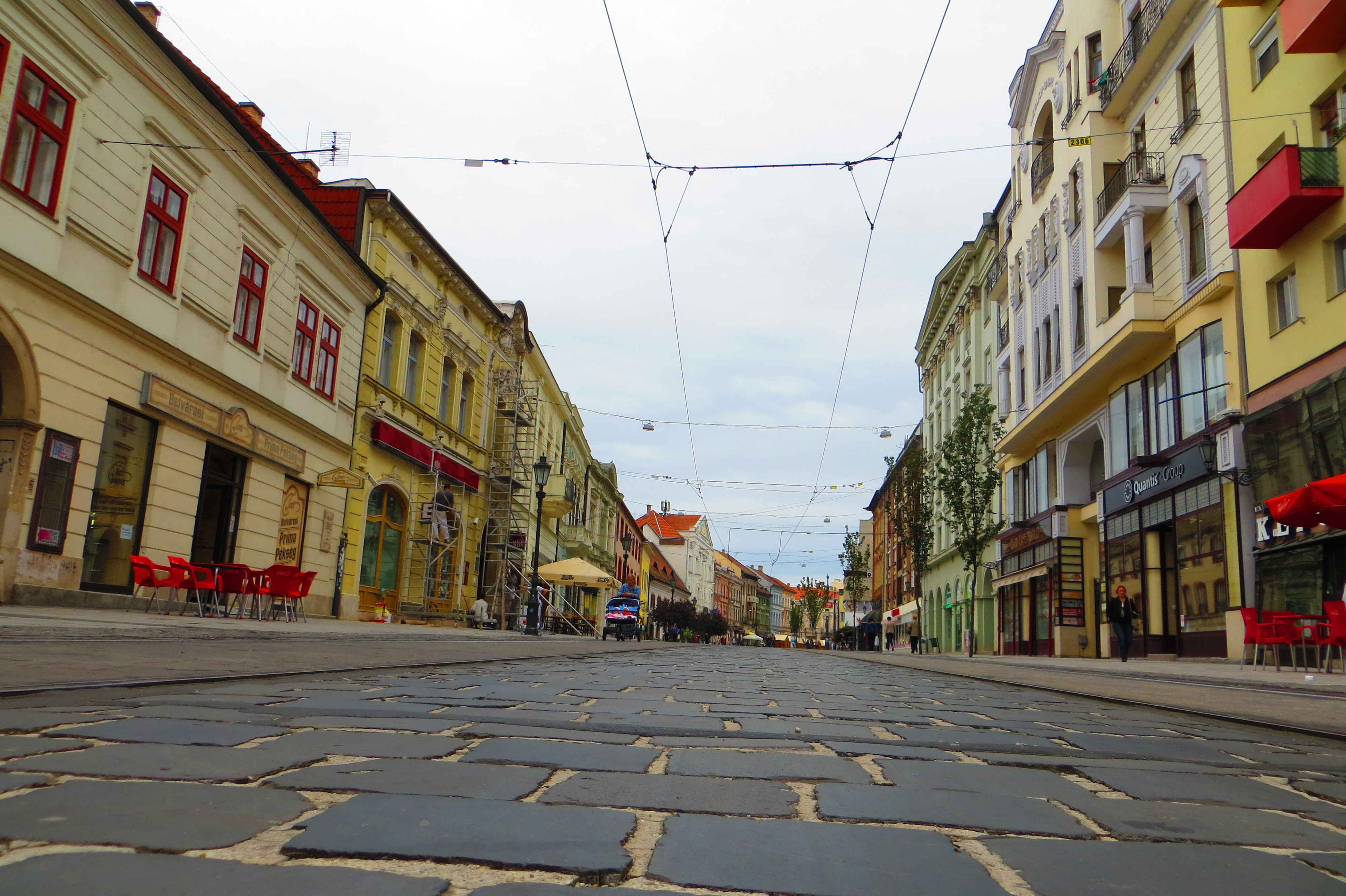
A Széchenyi utca

Az önkormányzati tulajdonú Miskolci Ingatlankezelő Zrt. 2005-ben indította el a Főutca Pláza Projektet, melynek célja a belvárosi üzletek és vendéglátóhelyek felújítása, a szolgáltatások színvonalának emelése és a bérlői rendszer átalakítása volt. Erre azért nyílt lehetőség, mert előző évben lejárt az 1994 előtt kötött bérleti szerződésekre vonatkozó tízéves felmondási tilalom. A végleges akciótervet 2009-ben fogadta el a közgyűlés. Az önkormányzat a 100%-os önkormányzati tulajdonban álló Miskolci Ingatlankezelő Rt.-t bízta meg, hogy dolgozzon ki programot a portálok és kereskedelmi egységek megújítására. A program során újratárgyalták a bérleti szerződéseket, a bérleti díjakat a piaci szinthez igazították. Az üzleteket külső és belső megjelenésük, valamint profiljuk alapján kategóriákba sorolták, és a besorolás alapján határozták meg a bérleti díjat; jelentős kedvezményt kaptak azok, akik vállalták a portál, üzlet felújítását, illetve igényes termékek árusítását.
A projekttel párhuzamosan zajló, a városi tömegközlekedés megújítását célul kitűző Zöld Nyíl program okozta forgalomkiesés miatt a bérlők összesen 180 millió forintnyi bérletidíj-kedvezményt kaptak. Könnyítette a megoldást, hogy az üzletek nagy része eleve önkormányzati tulajdonban volt, de az üzlettulajdonosok többségéből eleinte így is felháborodást váltott ki a terv.
Az új pályáztatási és szerződéskötési rendszer bevezetése után a bérlők 90%-a aláírta az új szerződéseket, melyben vállalták portáljuk felújítását is; a felmondásnak nem engedelmeskedő bérlőkkel még öt éven át tartott a pereskedés. A projekt következtében a Széchenyi utca üzleteinek 60%-a megújult, színvonaluk növekedett, új éttermek és üzletek nyíltak.

## Kritikák
Bár a projekt ígéretesen indult és részleges sikerrel is járt, sok kritika is érte. Az új szerződések a bérleti díj évi 10%-os emelését írták elő tizenöt éven keresztül, ami tizenöt év alatt 418%-os emelést jelentett volna, ráadásul a terv bérleti díj szempontjából alig tett különbséget az utcafrontra nyíló, valamint a belső udvarokból nyíló üzlethelyiségek között. A megnövekedett bérleti díjak miatt egyre több üzlethelyiség állt üresen. A helyzetet a 2008 óta tartó gazdasági válság is súlyosbította. Az önkormányzat 2011-ben új rendeletben átalakította az önkormányzati tulajdonú helyiségek bérbeadásának gyakorlatát.